# San Ignacio Miní
Foi fundada originalmente em novembro de 1610 pelos jesuítas José Cataldino e Simón Maceta, no Norte do Paraná, no território atualmente pertencente a Município de Santo Inácio, onde atualmente, de onde foram expulsos pelos bandeirantes em 1629, foi recriada no início da década de 1630, na Argentina.
A missão de San Ignácio Miní foi re-fundada em 1632 pelos Jesuítas na Argentina. Redescoberta em 1897, San Ignacio Miní ganhou alguma fama após o poeta Leopoldo Lugones fazer uma expedição à área em 1903, mas o trabalho de restauração só se iniciou nos anos 40. San Ignacio Mini foi construída naquele que se pode chamar o "barroco Guaraní" e pode ser considerado o mais espectacular exemplo das 30 missões construídas pelos jesuítas num território que actualmente compreende a Argentina, Brasil e Paraguai.
O complexo das ruínas abriga o Museu jesuítico de San Ignacio Miní. Desde 1984 que San Ignacio Miní é um Património Mundial da UNESCO.